# Ethylcyklobutan
Ethylcykobutan (C6H12) je uhlovodík, konkrétně cykloalkan. V jedné molekule obsahuje šest atomů uhlíku. Je odvozen od butanu. Teplota tání je −147 °C, teplota varu je 71 °C. Podle nebezpečnosti výbuchu plynů se řadí do skupiny IIA.

### Externí odkazy

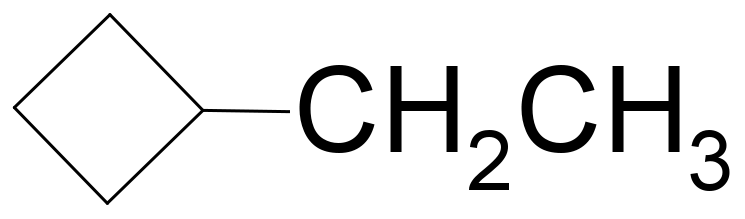
Funkční vzorec ethylcyklobutanu